# Josiah Ritchie
Josiah George Ritchie (18. října 1870 Westminster – 28. února 1955 Ashford, hrabství Middlesex) byl britský tenista. Na 4. letních olympijských hrách 1908 v Londýně získal tři medaile – zlatou ve dvouhře, stříbrnou ve čtyřhře a bronzovou ve dvouhře v hale.
Ritchie se stal v letech 1908 a 1910 vítězem turnaje ve Wimbledonu ve čtyřhře společně s Novozélanďanem Anthony Wildingem a byl finalistou dvouhry v roce 1909, když byl poražen Arthurem Gorem 8:6,1:6,6:2,2:6,2:6. V roce 1908 byl členem britského družstva v Davisově poháru. Byl mistrem Irska r. 1907.

## Mezinárodní mistrovství Německa, Hamburk
Ritchie byl největší osobností mezinárodního otevřeného mistrovství Německa v Hamburku v prvním desetiletí 20. století. Zvítězil v letech 1903–1906 a 1908 ve dvouhře a 1904 a 1906 současně i ve čtyřhře. V roce 1903 porazil Maxe Decugise, 1904 C. von Wesselého, 1905 Anthony Wildinga, 1906 Friedricha Wilhelma Raheho, 1908 G. K. Logieho, ve finále byl poražen pouze r. 1907 Otto Froitzheimem.

## Josiah Ritchie na olympijských hrách 1908, Londýn

### Dvouhra mužů
Soutěže se účastnilo 31 hráčů ze devíti zemí. Ritchie byl nasazen jako jednička v 1. skupině, kde v 1. kole neměl soupeře. Ve 2. kole porazil Gauntletta z Jihoafrické unie 6:1,6:4,6:1, ve 3. kole byl jeho soupeřem Brit Crawley (Ritchie ho porazil 6:1,6:4,6:1). Čtvrtfinále Francouz M. Germot vzdal po dvou setech (6:0, 6:0). V semifinále ztratil Ritchie první set, když bojoval s krajanem Wilberforce Eavesem 2:6,6:1,6:4,6:1. Finále Josiah Ritchie – Otto Froitzheim (Německo) bylo vyrovnanější a Ritchie zvítězil 7:5,6:3,6:4.

### Čtyřhra mužů
Startovalo 12 párů ze sedmi zemí. Partnerem Josiaha Ritchie byl James Parke, začínali ve 2. kole proti maďarskému páru Zsigmondy, Tóth (6:1,6:0,6:3). Ve čtvrtfinále narazili na pár Rakouska A. Zborzil, F. Pipes, vyřadili ho s výsledkem 7:5,6:4,6:2. Tím se dostali přímo do finále, protože ve spodní části tenisového „pavouka“ byly jen tři páry. Finále George Hillyard, Reginald Doherty – Ritchie, Parke bylo britským soubojem, v němž Ritchie s Parkem byli poraženi 7:9,5:7,7:9.

### Dvouhra mužů v hale
Zajímavostí bylo zařazení tenisu v hale. Dvouhry mužů se účastnilo sedm hráčů z Británie a Švédska. Ačkoliv Josiah Ritchie svůj jediný zápas prohrál, získal bronzovou medaili. Byl nasazen přímo do semifinále, v němž podlehl Arthuru Goremu 6:4,3:6,7:5,1:6,4:6. Gore se posléze stal olympijským vítězem po vítězství nad dalším Britem Georgem Caridiou. Eaves semifinále Caridiovi vzdal vzhledem k únavě z vedra, což Ritchieho dovedlo k medaili.

### Čtyřhra mužů v hale
Startovalo pět dvojic ze dvou zemí (opět Švédové a Britové). Josiah Ritchie hrál tentokrát s L. H. Escombem, společně začínali v semifinále, kde podlehli pozdějším vítězům miniturnaje A. Goremu a Herbertu Barrettovi 6:0,4:6,3:6,3:6. V boji o bronzovou medaili podlehli Ritchie a Escombe švédské dvojici Gunnar Setterwall, Wollmar Boström 6:4,3:6,6:1,0:6,3:6.